# Trichura fasciata
Trichura fasciata är en fjärilsart som beskrevs av Rothschild 1911. Trichura fasciata ingår i släktet Trichura och familjen björnspinnare. Inga underarter finns listade i Catalogue of Life.